# Гачківник глянсуватий
Гачківник глянсуватий (Hamatocaulis vernicosus) — вид мохів порядку гіпнобрієвих (Hypnales).

## Поширення
Ареал охоплює такі частини світу: Європа, Північна Америка, Південна Америка, Азія.
Населяє багаті мінералами, часто злегка збагачені поживними речовинами джерела, береги озер; від низьких до помірних висот (0–1400 метрів).

## Характеристика
Рослини від середніх до великих, не згорнуті, зелені, коричневі, строкато-зелені та червоні, або рідко майже повністю червоні. Стебла ± перисті. Стеблові листки з червоною поперечною суббазальною зоною або іноді більші частини листка червоні, яйцеподібні, увігнуті, сильно або іноді слабоскладчасті, 0.6–1.1 мм ушир; верхівка коротко- або довгозагострена.